# Vila Vlasta (Luhačovice)
Vila Vlasta se nachází na katastrálním území Luhačovice v ulici Bílá Čtvrť 240 v okrese Zlín. Byla prohlášena kulturní památkou ČR.

## Historie
V letech 1902–1903 nechal novorenesanční vilu postavit podnikatel Osvald Životský. Stavitelem byl F. Brož z Ledče. Vila se nachází nedaleko pramene Aloiska na pozemku o rozloze asi 3 200 m², je obklopena parkem se skleníkem a hospodářskými budovami. Velikost budovy byla projektována s úmyslem, že zde bude pobývat srbský královský pár, se kterým se Životský dobře znal. Později budova sloužila jako kasino nebo dětské sanatorium. V roce 2000 byla prohlášena Ministerstvem kultury České republiky za kulturní památku.

## Architektura
Vila Vlasta je samostatně stojící jednopatrová budova se zvýšeným přízemím na půdorysu obdélníku a tříosým mohutným křídlem, které vystupuje v ose budovy do dvora. Podezdívka je zdobena štukovou bosáží. K pětiosému průčelí na levé straně přiléhá arkádové schodiště s kleštinami, na levé straně přiléhá hranolová věž. V ose průčelí v prvním patře je umístěn arkýř, který je nesen volutovými krakorci ozdobenými secesními ženskými hlavami. Plocha průčelí v přízemí je členěna pásovou bosáží, v patře je omítka hladká. Okna v přízemí mají půlkruhové klenutí s archivoltou, v patře nad kordonovou římsou jsou okna pravoúhlá v šambráně s nadokenní římsou. Nad profilovanou korunní římsou je sedlová střecha s volutovým štítem nad schodištěm. Štít je zdoben pilastry a štukovým dekorem s motivy mušlí, puttů a rostlinných rozvilin a štukovým nápisem MDCCCCII.
Věž je dvoupatrová se sdruženými okny, která jsou v přízemí půlkruhově zaklenutá, v patře jsou pravoúhlá vedoucí na balkón, v druhém patře pak půlkruhově zaklenutá s klenákem. Nad nadokenní římsou je plastický nápis Villa Vlasta, pod oknem ve štukovém rolverkovém rámu je nápis Postaveno L. P. 1903. Střecha věže má tvar vysokého komolého jehlanu.